# 尚斌义
尚斌义（1965年10月—），男，汉族，山东滨州人，中华人民共和国政治人物，曾任天津市东丽区区长、区委书记，现任天津市政协副主席，中共十九大代表。